# Zerach Warhaftig
Zeraj Warhaftig ( en hebreo: זֶרַח וַרְהַפְטִיג‎), (nacido Zorah Wahrhaftig; 2 de febrero de 1906 - 26 de septiembre de 2002) fue un rabino, abogado y político israelí. Fue signatario de la Declaración de Independencia de Israel.

## Biografía
Zerach Warhaftig nació en Volkovysk, en el Imperio Ruso (actualmente Vawkavysk, Bielorrusia) en 1906. Sus padres fueron Yerucham Warhaftig y Rivka Fainstein. Estudió derecho en la Universidad de Varsovia y luego se doctoró en derecho en la Universidad Hebrea.
Al comienzo de la Segunda Guerra Mundial, el rabino Warhaftig fue uno de los que convencieron al vicecónsul japonés en Kaunas, Lituania, Chiune Sugihara, para que emitiera visas de tránsito para toda Mir Yeshiva. Warhaftig y la mayoría de los estudiantes de Mir Yeshiva recibieron una "visa de Curazao" del cónsul holandés Jan Zwartendijk, que les dio un destino de viaje oficial. Esto permitió a Sugihara emitir una visa de tránsito japonesa. Al hacerlo, Zwartendijk y Sugihara salvaron miles de vidas y familias de los nazis que ocuparon primero Polonia y luego Lituania. En 1940, Warhaftig y su familia viajaron al este desde Lituania hasta Japón. El 5 de junio de 1941, los Warhaftigs partieron de Yokohama en el transatlántico japonés Hikawa Maru y el 17 de junio desembarcaron en Vancouver, Canadá. Describió el viaje como "unas vacaciones de verano y con la guerra pareciendo estar tan lejos", aunque dijo que "no tenía una mente tranquila debido a la fuerte responsabilidad que tenía de ayudar a los refugiados judíos con el problemas que enfrentaron".
En 1947, Warhaftig emigró a Eretz Israel. Inicialmente se unió al partido Hapoel HaMizrachi, un partido religioso-sionista, y en 1949 fue elegido miembro de la primera Knesset como parte del Frente Religioso Unido, una alianza entre Mizrahi, Hapoel HaMizrahi, Agudat Yisrael y Poalei Agudat Yisrael. En 1948-1963 enseñó Derecho Judío en la Universidad Hebrea de Jerusalén.
El partido compitió solo en las elecciones de 1951. Aunque obtuvo sólo dos escaños, fue incluido en la coalición de David Ben-Gurion y Warhaftig fue nombrado Viceministro de Religiones en el cuarto gobierno. En 1956, Hapoel HaMizrahi y Mizrahi se fusionaron para formar el Partido Religioso Nacional. Warhaftig dirigió el partido y retuvo su papel ministerial hasta el final de la tercera Knesset.
Tras las elecciones de 1961 (la quinta Knesset) fue nombrado Ministro de Religiones, cargo que ocupó hasta 1974. En 1981 se retiró de la Knesset.
En 1970, fue elegido presidente del curatorium de la Universidad Bar-Ilan.

## Premios y reconocimientos
- En 1983, Warhaftig recibió el Premio Israel, por su especial contribución a la sociedad y al Estado de Israel en el avance de la ley hebrea.[6]
- En 1989 recibió el premio Yakir Yerushalayim (Ciudadano Digno de Jerusalén) de la ciudad de Jerusalén.[7]

El Instituto Dr. Zerah Warhaftig para la Investigación del Sionismo Religioso en la Universidad Bar Ilan lleva su nombre.

## Obras publicadas
- “Una Constitución para Israel” un artículo en Yavne Compilation: Political Problems in Israel pgs 17-21, (hebreo, abril de 1949)
- “Sobre los juicios rabínicos en Israel” (discursos recopilados) (hebreo, 1956)
- “Cuestiones legales en el Talmud” (de conferencias) (hebreo, 1957)
- Editor con Shlomo Zeven: “Recuerdo: una colección de la Torá en memoria del rabino Yizhak HaLevi Herzog” (hebreo, 1962)
- “Bien mueble en la ley judía” (hebreo, 1964)
- “Problemas de Estado y Religión” (artículos y discursos) (Hebreo, 1973)
- Editado: “Religión y Estado en la Legislación: Una Colección de Leyes y Reglamentos” (Hebreo, 1973)
- “La Declaración de Independencia y Órdenes para el Orden del Gobierno y el Poder Judicial (1948 y Problemas de Religión y Estado)” en The Book of Shragai (Hebreo, 1982)
- “Refugiados y Remanentes durante el Holocausto” (Hebreo, 1984)
- “Investigaciones en la Ley Judía” (Hebreo, 1985)
- “Una Constitución para Israel – Religión y Estado” (Hebreo, 1988)